# 森永地球儀ネオン

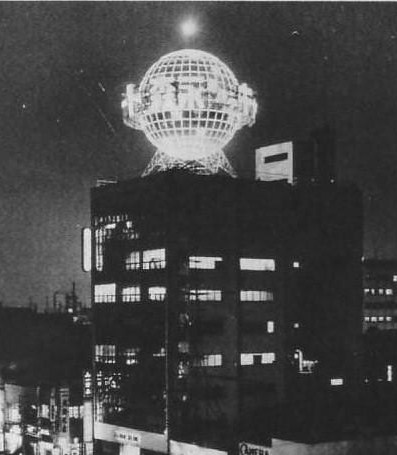
銀座の地球儀ネオン。1953年のサン写真新聞より

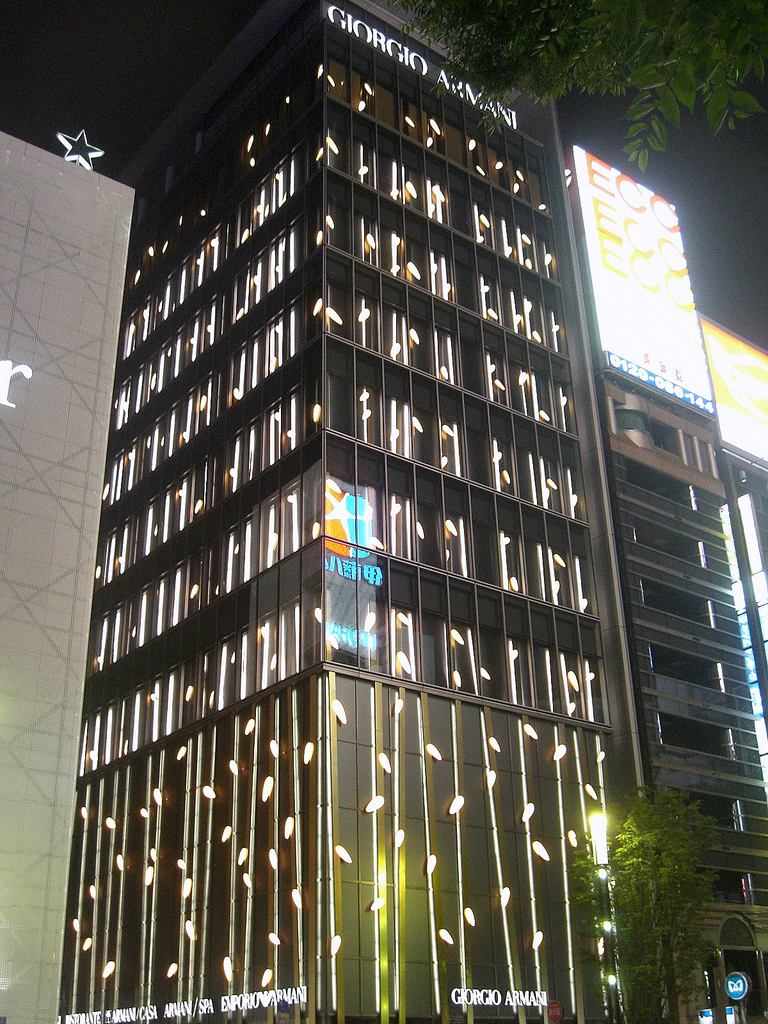
2008年、建て替え後の銀座不二越ビル（アルマーニ銀座タワー）。球体のネオンサインは設けられず、外壁上部に「GIORGIO ARMANI」のロゴが光る

森永地球儀ネオン（もりなが ちきゅうぎネオン）は、かつて森永製菓が設置していた球体のネオンサインである。東京都中央区銀座5丁目の銀座不二越ビル、名古屋市中村区名駅3丁目の大名古屋ビルヂングなどに掲出していた。

## 銀座の地球儀ネオン
1899年に日本初の国産キャラメルとして登場した森永キャラメルは、第二次世界大戦前後に主要原材料の統制や空襲による工場の被災のため製造・販売が中断。統制が解除された1950年に約10年ぶりに販売を再開した。
菓子類の自由販売開始に際し、森永製菓は新聞をはじめとする印刷媒体や、1951年より放送を開始した民放ラジオ、1953年放送開始の民放テレビなどを駆使し、積極的な広告展開を行った。日本各地に設置された大型の広告塔もその一環で、中でも東京・銀座に設置された球体ネオンサインは地球儀ともサボテンとも呼ばれ、長らく銀座のシンボルとして親しまれた。
設置場所は銀座5丁目の銀座不二越ビルの屋上で、銀座4丁目交差点から数寄屋橋方面を見ると晴海通りの左側に位置する北緯35度40分18秒 東経139度45分50.4秒。1953年1月21日に着工、同年4月11日に完成。直径は12メートル。50トンの鋼材を使用し、工費は当時の金額で約3000万円を要した。濃赤、赤、青、濃青、白、黄、緑のネオン管が使われ、地球儀で言うところの緯線・子午線方向に張り巡らされた光の線が点滅。赤道にあたる部分には「森永ミルクキャラメル」「森永チョコレート」の文字が回転する仕掛けであった。デザインは、日本画家の横山操が担当した。
クリスマスや1959年の皇太子ご成婚、1964年東京オリンピックなどの際には文字が加えられるなど特別な装飾が施された。
広告電通賞を受賞したこの地球儀型ネオンは銀座の広告塔のはしりであり、1954年には鳩居堂ビルの屋上に松下電器産業が星型の広告塔を掲出、旧三愛ビル（現在の三愛ドリームセンター所在地）には赤ん坊が哺乳瓶のミルクを飲み、泣き顔から笑顔に変わっていく様子をネオン管の点滅でアニメーション仕立てで描く雪印粉ミルクのネオンサインが出現するなど大型で趣向を凝らした広告塔が増えた。
小津安二郎監督の映画『秋刀魚の味』では、この広告塔を1カット映すことによりその場所が銀座であることを示すなど、数々の映画にも描かれたが、完成から30年後の1983年に老朽化のため撤去された。銀座不二越ビルはその後建て替えられ、2007年9月27日に竣工。全フロア、アルマーニが旗艦店を置いた。

### 諸元
- 球体の直径 - 12m[6]
- 文字の大きさ - 約8尺（2.4m）[5]
- ネオン管総尺数 - 約10000尺（3000m）[5]
- トランス使用台数 - 250台[5]
- 契約電気使用量 - 50kW[5]
- 鋼材使用量 - 約50トン[7]
- 総重量 - 約40トン[5]
- 耐風圧計算 - 70m/s[5]
- 工費 - 約3000万円[7]

## 各地の広告塔

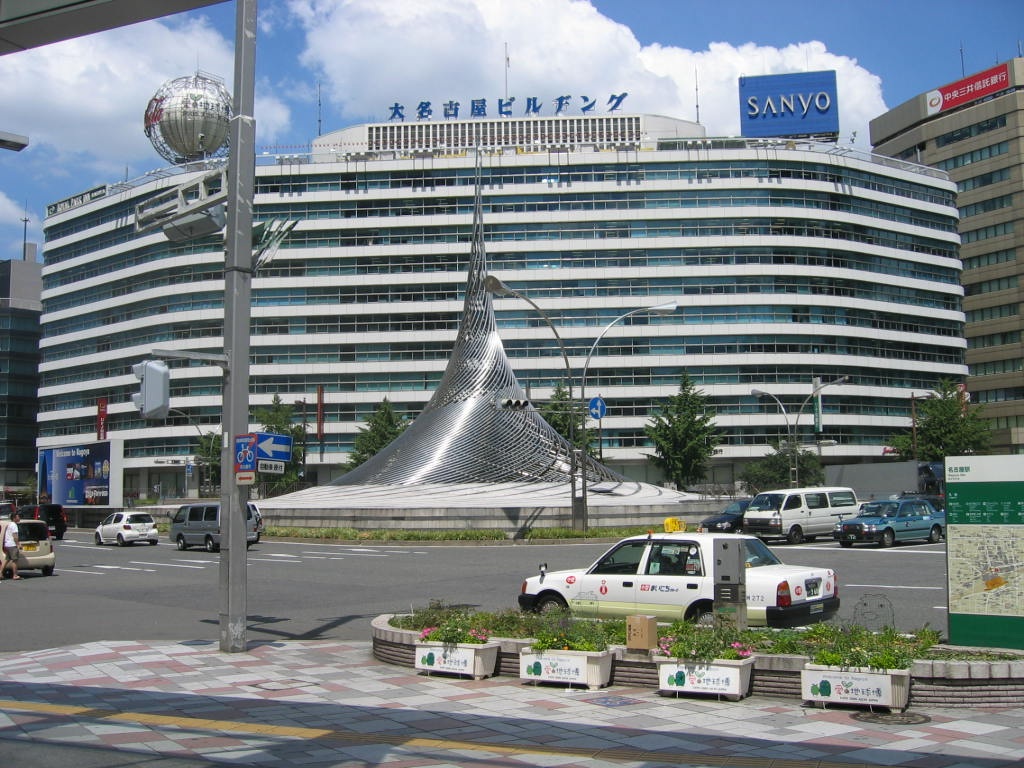
2005年、建て替え前の大名古屋ビルヂング。広告主は日本コカ・コーラに代わっているが、屋上左側に球体広告塔が見える

銀座のほか、大阪駅前には天気予報を搭載した縦型の広告塔があり、頂部には地球儀を模した球体が取り付けられていた。東京の上野広小路の広告塔の頂部には、地球儀ではなくエンゼルマークが掲げられていた。1965年に名古屋駅前に竣工した大名古屋ビルヂングには、当初より森永製菓の球体広告塔が設けられていたが、のちに広告主が日本コカ・コーラに代わり、2007年に撤去。建物自体も2012年に解体され、建て替えられた。